# Lampona spec
Lampona spec is een spinnensoort uit de familie Lamponidae. De soort komt voor in Queensland.